# Janez Schattner
Janez Schattner, avstrijski jezuit in ekonomist, * 3. junij 1607, Celovec, † 15. avgust 1661, Dunaj.
Bil je rektor Jezuitskega kolegija v Ljubljani (1645 - 1. januar 1648), v Zagrebu (1652-1654) in v Győru (1661).